# Dan Burincă
Dan Burincă (* 17. Juni 1972 in Hermannstadt, Rumänien) ist ein ehemaliger rumänischer Kunstturner.
Er begann beim CSȘ Sibiu mit dem Turnen und wechselte dann zu Steaua Bukarest. Sein Spezialgerät waren die Ringe.
1993 nahm Burincă zum ersten Mal an den Weltmeisterschaften teil und erreichte in Birmingham an den Ringen den fünften Platz. 1994 wurde er bei den Europameisterschaften Achter. Bei den Turn-Weltmeisterschaften 1994 konnte Burincă zum ersten Mal eine internationale Medaille gewinnen. In Brisbane wurde er punktgleich mit dem Deutschen Waleri Belenki Dritter.
Bei den Turn-Weltmeisterschaften 1995 in Sabae (Japan) wurde Burincă hinter dem Italiener Jury Chechi, der damals das Ringeturnen dominierte, Vize-Weltmeister und gewann mit der rumänischen Turnriege im Mannschaftswettbewerb Bronze. 1996 erreichte er bei den Weltmeisterschaften den vierten Platz. Sportlicher Höhepunkt des Jahres waren aber die Olympischen Spiele. In Atlanta gewann Burincă hinter Jury Chechi und mit der gleichen Punktwertung wie der Ungar Szilveszter Csollány die Silbermedaille.
Nach seiner Turnkarriere wurde Burincă Trainer. Zuerst war er im nationalen Turnzentrum in Deva, danach beim KTV Klagenfurt und beim CSȘ Sibiu. 2011 wurde er Trainer bei der Siegerländer Kunstturnvereinigung.